# Jordbruksverket
Jordbruksverket, formellt Statens jordbruksverk, är en svensk förvaltningsmyndighet inom jordbruksområdet och därtill knuten landsbygdsutveckling med uppgift att arbeta för en hållbar utveckling, ett gott djurskydd, ett dynamiskt och konkurrenskraftigt näringsliv i hela landet och en livsmedelsproduktion till nytta för konsumenterna. Myndigheten sorterar sedan 1 januari 2023 under Landsbygds- och infrastrukturdepartementet.
Jordbruksverket inrättades 1991, och finns i Jönköping. Bland arbetsuppgifterna finns administration av EU:s landsbygdsprogram (där jordbrukarstöd ingår) och marknadsstöd, övergripande ansvar för distriktsveterinärerna, utveckling av jordbruksfrågor inom djurskydd, smittskydd och växtsortsskydd, certifiering av utsäde och kontroll av odlare och importörer för bekämpningsmedel. Jordbruksverket har också ansvar för vissa frågor om fiske och vattenbruk.
Myndigheten är från 1 oktober 2022 beredskapsmyndighet och ingår i beredskapssektorn livsmedelsförsörjning och dricksvatten som leds av Livsmedelsverket.

## Statens jordbruksverks författningssamling
Statens jordbruksverks författningssamling (SJVFS) innehåller
- föreskrifter som är bindande och allmänna råd som är vägledande,
- föreskrifter och allmänna råd från Djurskyddsmyndigheten som lades ner 30 juni 2007 (DFS).

## Generaldirektörer och chefer
- Svante Englund 1991–1998
- Ingbritt Irhammar 1998–2001
- Mats Persson 2001–2012 (tillförordnad 2001 – 2003)
- Leif Denneberg 2012–2018
- Christina Nordin 2018–2025[4][5]

## Verksamheter
I fem centraler i Sverige finns växtskyddscentraler, där växtskyddsrådgivare och ekologirådgivare ger råd om hållbar användning av växtskyddsmedel, ogräs och skadegörare i lantbruksgrödor, frilandsodlingar, frukt, bär och växthus.

## Jordbruksverkets uppgifter i krig
Jordbruksverket har en central roll i Sveriges totalförsvar och ansvarar för att säkerställa en robust livsmedelsproduktion och -försörjning under fredstid, kris och krig.
När det händer en kris eller det blir en samhällsstörning så måste vår livsmedelsförsörjning fungera. Som primärproducent är det viktigt att känna till att Jordbruksverket har ett särskilt ansvar inom några områden. Ordet samhällsstörning är ett samlingsbegrepp för allvarliga händelser som kan hota och skada samhället. Det kan till exempel vara utbrott av en smittsam djursjukdom, olyckor, ovanliga väderförhållanden, terrorattacker och krig.
Jordbruksverket har ett särskilt ansvar för samhällsstörningar inom tre områden: allvarliga smittsamma djursjukdomar, förorenat djurfoder och angrepp på växter från så kallade karantänskadegörare. Om något händer inom dessa områden har Jordbrukverket beredskap att snabbt använda vår krisorganisation, som leder och samordnar arbetet med händelsen. 
När det inträffar andra samhällsstörningar som kan drabba lantbruket ska Jordbruksverket utfärda rekommendationer och ge råd. Det gäller till exempel vid extremväder. Det gäller också om djur måste evakueras, eller om radioaktiva ämnen faller ner över lantbruksmark.
Jordbruksverket har beredskap dygnet runt alla dagar om året för att tillsammans med andra aktörer klara av att mildra konsekvenserna av en samhällsstörning. Som beredskapsmyndighet ska Jordbruksverket ha förmågan att kunna ställa om, samverka med andra och när det behövs inrätta en särskild krisledning.